# 對無神論者的歧視
對無神論者的歧視，有時稱為无神论者恐惧症（英語：atheophobia）是指在過去和現代的無神論者和被標籤為無神論者所面臨的迫害和歧視。歷史和文化上對無神論的不同定義意味著這些受歧視者可能不符合現代定義無神論的標準。
在憲政民主制裏，被認為歧視無神論者的法律並不常見，但一些無神論者和無神論的團體，特別是在美國，抗議他們認為帶有歧視性的法律，法規和機構，雖然美國是宗教自由的國家，但某些州分仍有法例禁止公開的無神論者出任公職。
在一些伊斯蘭國家，無神論者面對的歧視包括缺乏法律地位，穆斯林甚至可能因叛教而被判死刑，齊米則會失去被保護民的資格。目前所有主流的伊斯蘭教法學者均認為承認無神論者的動作比接納多神教徒更危險，有走向叛教的嫌疑，故目前為止均不願正式面對討論該議題。
沙特阿拉伯在2014年宣佈新法令，將任何形式的無神論思想定義為恐怖主義。